# Jelena Rybakina

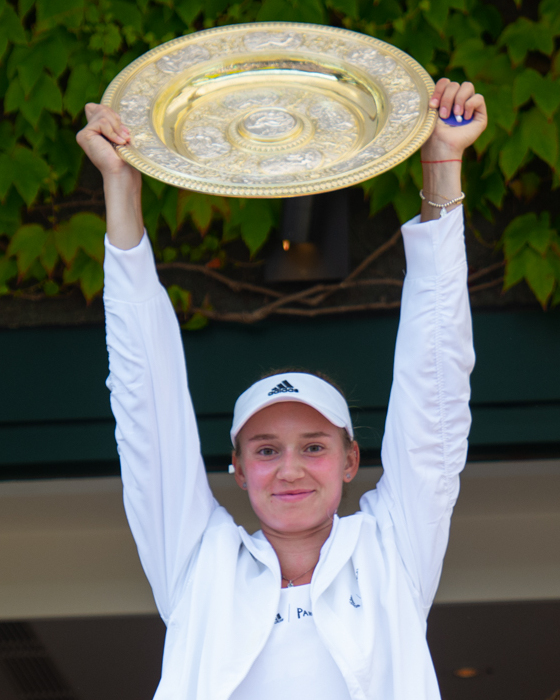
Winnares van Wimbledon 2022

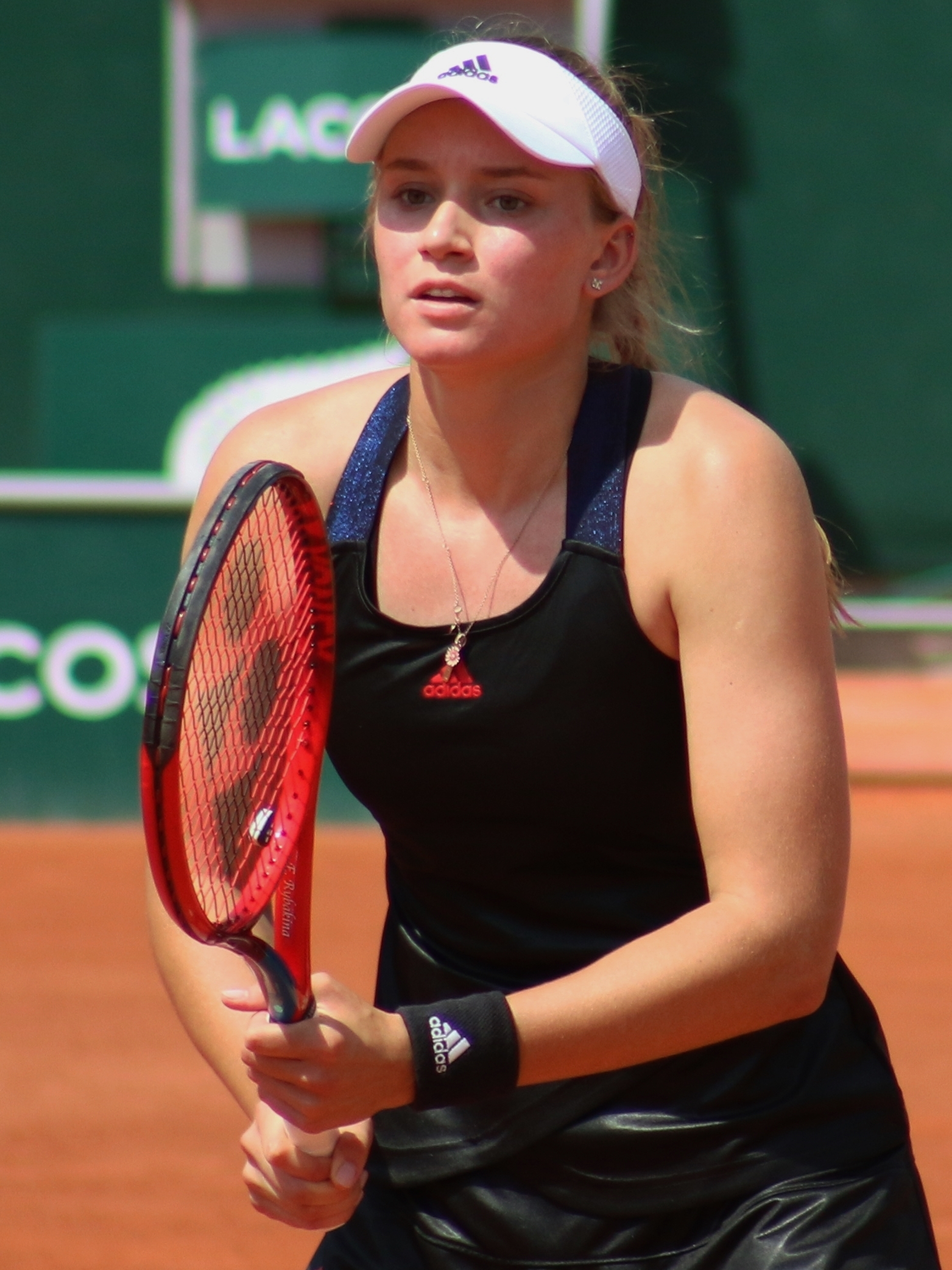
Roland Garros 2021

Jelena Andrejevna Rybakina (Russisch: Еле́на Андре́евна Рыба́кина) (Moskou, 17 juni 1999) is een tennisspeelster uit Rusland. Sinds juli 2018 komt zij uit voor Kazachstan. Rybakina begon op vijfjarige leeftijd met het spelen van tennis. Haar favoriete ondergrond is hardcourt. Zij speelt rechtshandig en heeft een tweehandige backhand. Zij is actief in het internationale tennis sinds 2014.

## Loopbaan
In 2013 debuteerde Rybakina bij de junioren op het ITF-circuit in Vsevolozhsk (Rusland). In december 2014 debuteerde zij bij de volwassenen op het ITF-toernooi van Antalya (Turkije).
In 2017 speelde zij haar eerste WTA-wedstrijd op de Kremlin cup.
In april 2019 kwam Rybakina binnen in de top 150 van de WTA-ranglijst. In mei nam zij voor het eerst deel aan een grandslamtoernooi, op Roland Garros. In juli won zij het WTA-toernooi van Boekarest – in de finale versloeg zij de thuisspelende Patricia Maria Țig. Hierdoor kwam zij binnen in de top 100. In september kwam zij binnen in de top 50, door het bereiken van de finale op het WTA-toernooi van Nanchang 2019.
In februari 2020 bereikte zij de top 20 na een van Kiki Bertens verloren finale in Sint-Petersburg.
Op Roland Garros 2021 bereikte Rybakina de kwartfinale zowel in het enkelspel als in het dubbelspel, met Russin Anastasija Pavljoetsjenkova als haar dubbelspelpartner die haar trouwens uitschakelde in het enkelspel. Op de Olympische spelen in Tokio greep zij net naast de medailles in het enkelspel. In oktober stond zij voor het eerst in een WTA-dubbelspelfinale, op het WTA 1000-toernooi van Indian Wells, samen met Russin Veronika Koedermetova – zij verloren van het koppel Hsieh Su-wei en Elise Mertens.
Bij haar twaalfde grandslamdeelname, op Wimbledon 2022, won zij de enkelspeltitel, door onder meer ex-winnares Simona Halep en titelkandidaat Ons Jabeur (WTA-2) te verslaan.
Op het Australian Open 2023 bereikte Rybakina nogmaals een grandslamfinale – in de eindstrijd verloor zij van Aryna Sabalenka. Door dit resultaat haakte zij nipt aan bij de top tien van de wereldranglijst. Zeven weken later nam Rybakina revanche op Sabalenka: in de finale van het WTA 1000-toernooi van Indian Wells zegevierde de Kazachse. Daarmee steeg zij naar de zevende plek op de mondiale ranglijst. Na haar winst op het WTA 1000-toernooi van Rome klom zij in juni naar de derde ranglijstpositie.
Rybakina startte 2024 met de overwinning op het WTA 500-toernooi van Brisbane waar zij nogmaals Aryna Sabalenka overtroefde. Enkele weken later won zij haar zevende enkelspeltitel op het WTA 500-toernooi van Abu Dhabi waar zij te sterk was voor Darja Kasatkina. De achtste volgde in april op het WTA 500-toernooi van Stuttgart – in de finale versloeg zij de Oekraïense Marta Kostjoek – daarmee won zij een Porsche Taycan 4S Sport Turismo. Zij nam zich voor om binnen korte tijd haar rijbewijs te gaan halen.
In 2025 won Rybakina haar negende titel op het WTA 500-toernooi van Straatsburg – in de finale versloeg zij Ljoedmila Samsonova.

### Tennis in teamverband
In de periode 2021–2024 maakte Rybakina deel uit van het Kazachse Fed Cup-team – zij vergaarde daar een winst/verlies-balans van 9–3.

## Posities op deWTA-ranglijst
Positie per einde seizoen:
| jaar | rang enkelspel | rang dubbelspel |
| ---- | -------------- | --------------- |
| 2016 | 616            | 1166            |
| 2017 | 425            | 682             |
| 2018 | 191            | 484             |
| 2019 | 37             | 516             |
| 2020 | 19             | 362             |
| 2021 | 14             | 49              |
| 2022 | 22             | 442             |
| 2023 | 4              | 119             |
| 2024 | 6              | –               |

## Resultaten grandslamtoernooien
| Legenda | Legenda                          |
| ------- | -------------------------------- |
| g.t.    | geen toernooi gehouden           |
| l.c.    | lagere categorie                 |
| –       | niet deelgenomen                 |
| G       | uitgeschakeld in de groepsfase   |
| 1R      | uitgeschakeld in de eerste ronde |
| 2R      | uitgeschakeld in de tweede ronde |
| 3R      | uitgeschakeld in de derde ronde  |
| 4R      | uitgeschakeld in de vierde ronde |
| KF      | uitgeschakeld in de kwartfinale  |
| HF      | uitgeschakeld in de halve finale |
| F       | de finale verloren               |
| W       | het toernooi gewonnen            |
| w-v     | winst/verlies-balans             |

### Enkelspel
| toernooi        | 2019 | 2020 | 2021 | 2022 | 2023 | 2024 | 2025 |
| --------------- | ---- | ---- | ---- | ---- | ---- | ---- | ---- |
| Australian Open | –    | 3R   | 2R   | 2R   | F    | 2R   | 4R   |
| Roland Garros   | 1R   | 2R   | KF   | 3R   | 3R   | KF   | 4R   |
| Wimbledon       | –    | g.t. | 4R   | W    | KF   | HF   | 3R   |
| US Open         | 1R   | 2R   | 3R   | 1R   | 2R   | 2R   |      |

### Vrouwendubbelspel
| toernooi        | 2019 | 2020 | 2021 | 2022 | 2023 |
| --------------- | ---- | ---- | ---- | ---- | ---- |
| Australian Open | –    | 2R   | 1R   | –    | 3R   |
| Roland Garros   | –    | 1R   | KF   | 1R   | –    |
| Wimbledon       | –    | g.t. | 1R   | –    | –    |
| US Open         | 1R   | –    | –    | –    | –    |

### Gemengd dubbelspel
| toernooi        | 2021 |
| --------------- | ---- |
| Australian Open | 1R   |
| Roland Garros   | –    |
| Wimbledon       | –    |
| US Open         | –    |

## Palmares
| Legenda                 |
| ----------------------- |
| Grandslamtoernooi       |
| Olympische Spelen       |
| Year-End Championships  |
| Premier Mandatory       |
| Premier Five / WTA 1000 |
| Premier / WTA 500       |
| International / WTA 250 |
| Challenger / WTA 125    |

### Overwinningen op een regerend nummer 1
Rybakina heeft tot op heden zevenmaal een partij tegen een op dat ogenblik heersend leider van de wereldranglijst gewonnen (peildatum 15 augustus 2025):
| nr. | datum      | toernooi         | ronde        | tegenstandster  | score               |         |
| --- | ---------- | ---------------- | ------------ | --------------- | ------------------- | ------- |
| 1.  | 2023-01-22 | Australian Open  | vierde ronde | Iga Świątek     | 6-4, 6-4            | details |
| 2.  | 2023-03-17 | WTA Indian Wells | halve finale | Iga Świątek     | 6-2, 6-2            | details |
| 3.  | 2023-05-17 | WTA Rome         | kwartfinale  | Iga Świątek     | 2-6, 7-6, 2-2, opg. | details |
| 4.  | 2023-10-06 | WTA Peking       | kwartfinale  | Aryna Sabalenka | 7-5, 6-2            | details |
| 5.  | 2024-04-20 | WTA Stuttgart    | halve finale | Iga Świątek     | 6-3, 4-6, 6-3       | details |
| 6.  | 2024-11-06 | WTA Finals       | groepsfase   | Aryna Sabalenka | 6-4, 3-6, 6-1       | details |
| 7.  | 2025-08-15 | WTA Cincinnati   | kwartfinale  | Aryna Sabalenka | 6-1, 6-4            | details |

### WTA-finaleplaatsen enkelspel
| nr.              | finale     | toernooi            | ondergrond    | tegenstandster          | score          |         |
| ---------------- | ---------- | ------------------- | ------------- | ----------------------- | -------------- | ------- |
| gewonnen finales |            |                     |               |                         |                |         |
| 1.               | 2019-07-21 | WTA Boekarest       | gravel        | Patricia Maria Țig      | 6-2, 6-0       | details |
| 2.               | 2020-01-18 | WTA Hobart          | hardcourt     | Zhang Shuai             | 7-6, 6-3       | details |
| 3.               | 2022-07-09 | Wimbledon           | gras          | Ons Jabeur              | 3-6, 6-2, 6-2  | details |
| 4.               | 2023-03-19 | WTA Indian Wells    | hardcourt     | Aryna Sabalenka         | 7-6, 6-4       | details |
| 5.               | 2023-05-20 | WTA Rome            | gravel        | Anhelina Kalinina       | 6-4, 1-0, opg. | details |
| 6.               | 2024-01-07 | WTA Brisbane        | hardcourt     | Aryna Sabalenka         | 6-0, 6-3       | details |
| 7.               | 2024-02-11 | WTA Abu Dhabi       | hardcourt     | Darja Kasatkina         | 6-1, 6-4       | details |
| 8.               | 2024-04-21 | WTA Stuttgart       | gravel (i)    | Marta Kostjoek          | 6-2, 6-2       | details |
| 9.               | 2025-05-24 | WTA Straatsburg     | gravel        | Ljoedmila Samsonova     | 6-1, 6-7, 6-1  | details |
| verloren finales |            |                     |               |                         |                |         |
| 01.              | 2019-09-15 | WTA Nanchang        | hardcourt     | Rebecca Peterson        | 2-6, 0-6       | details |
| 02.              | 2020-01-11 | WTA Shenzhen        | hardcourt     | Jekaterina Aleksandrova | 2-6, 4-6       | details |
| 03.              | 2020-02-16 | WTA Sint-Petersburg | hardcourt (i) | Kiki Bertens            | 1-6, 3-6       | details |
| 04.              | 2020-02-22 | WTA Dubai           | hardcourt     | Simona Halep            | 6-3, 3-6, 6-7  | details |
| 05.              | 2020-09-26 | WTA Straatsburg     | gravel        | Elina Svitolina         | 4-6, 6-1, 2-6  | details |
| 06.              | 2022-01-09 | WTA Adelaide        | hardcourt     | Ashleigh Barty          | 3-6, 2-6       | details |
| 07.              | 2022-09-18 | WTA Portorož        | hardcourt     | Kateřina Siniaková      | 7-6, 6-7, 4-6  | details |
| 08.              | 2023-01-28 | Australian Open     | hardcourt     | Aryna Sabalenka         | 6-4, 3-6, 4-6  | details |
| 09.              | 2023-04-01 | WTA Miami           | hardcourt     | Petra Kvitová           | 6-7, 2-6       | details |
| 10.              | 2024-02-17 | WTA Doha            | hardcourt     | Iga Świątek             | 6-7, 2-6       | details |
| 11.              | 2024-03-30 | WTA Miami           | hardcourt     | Danielle Collins        | 5-7, 3-6       | details |

### WTA-finaleplaatsen vrouwendubbelspel
| nr.              | finale     | toernooi         | ondergrond | partner                     | tegenstandsters               | score    |         |
| ---------------- | ---------- | ---------------- | ---------- | --------------------------- | ----------------------------- | -------- | ------- |
| gewonnen finales |            |                  |            |                             |                               |          |         |
| geen             |            |                  |            |                             |                               |          |         |
| verloren finales |            |                  |            |                             |                               |          |         |
| 1.               | 2021-10-16 | WTA Indian Wells | hardcourt  | Veronika Koedermetova       | Hsieh Su-wei Elise Mertens    | 6-7, 3-6 | details |
| 2.               | 2023-01-13 | WTA Adelaide     | hardcourt  | Anastasija Pavljoetsjenkova | Luisa Stefani Taylor Townsend | 5-7, 6-7 | details |